# Daubornring
Der Daubornring ist eine 1979 errichtete, 460 Meter lange Autocross-Strecke in der Gemeinde Hünfelden im Taunus.

## Geschichte
Die Strecke wurde 1979 errichtet und wird seitdem vom Auto-Cross-Team Dauborn e.V. fast ununterbrochen betrieben. Lediglich im Zuge der weltweiten COVID-19-Pandemie wurde der Rennbetrieb ab 2020 unterbrochen. Auslaufende Genehmigungen zum Umbau des Fahrerlagers sowie weiterer Einrichtungen erzwangen eine Verlängerung dieser Rennpause bis einschließlich 2024. Für 2025 ist der Wiedereinstieg in den Rennbetrieb geplant.

## Streckenbeschreibung
Auf dem Daubornring finden Läufe zur deutschen Autocross-Meisterschaft des Deutschen Rallye-Cross-Verbands e.V. statt. Entgegen der missverständlichen Namensgebung des Verbands handelt es sich hierbei nicht um Rallycross-Rennen. Das Autocross-Gelände liegt zwischen Dauborn (Gemeinde Hünfelden) und Niederselters (Gemeinde Selters). Es wird begrenzt von der ICE-Strecke Frankfurt–Köln und der parallel verlaufenden Autobahn A3. Die Zufahrt erfolgt über die  Landesstraße K 507 zwischen den Orten Hünfelden Dauborn und Selters.
Die Top-Spezialcrossfahrzeuge benötigen auf dieser Strecke für eine Runde weniger als 19 Sekunden und erreichen damit eine Durchschnittsgeschwindigkeit von über 80 km/h. Die Spitzengeschwindigkeit auf der Gegengerade liegt bei 120 km/h. Eine Attraktion sind die Samstags Abend stattfindenden Dämmerungs-/Nachtrennen unter Flutlicht.
Die Strecke ist wie in einer Stadion-Arena für Zuschauer vollständig einsehbar. Der Daubornring wird gegen den Uhrzeigersinn befahren. Die langgezogene Steilkurve nach der Start- und Zielgeraden ist eine Besonderheit der Strecke.

## Veranstaltungen
Auf dem Daubornring finden im Jahr drei große Veranstaltungen statt. Erster Event ist in der Regel das Trainingsevent des Auto-Cross-Teams das für Fahrer und Fahrzeuge aller Verbände des Auto-Cross-Sports zugänglich ist.
Die größte Veranstaltung ist der Wertungslauf zur Deutschen Meisterschaft, der als Nachtrennen eine Besonderheit in Deutschland ist, da die Fahrer bei Flutlicht im Oval ihre Runden drehen. Hier kommen aktuell bis zu 2000 Zuschauer an die Strecke. 2019 fand die 40.te Ausgabe des Dauborner Autocross Rennen statt.
Die dritte Veranstaltung des Jahres ist das Open-Air-Konzert „Rock am Daubornring“ mit wechselnden Rockgruppen.